# ۲۵ (آلبوم ادل)
۲۵ (به انگلیسی: 25) سومین آلبوم استودیویی ادل خواننده و آهنگساز انگلیسی است که در ۲۰ نوامبر ۲۰۱۵ توسط کلمبیا رکوردز و ایکس ال رکوردینگ منتشر شد. این آلبوم که تقریباً پنج سال پس از آلبوم قبلی او، آلبوم ۲۱ (۲۰۱۱) منتشر شد، عنوان آلبوم بازتابی از زندگی و ذهنیت وی در ۲۵ سالگی است و «رکورد ترکیبی» نامیده می‌شود. در محتوای غنایی آن، مضامین ادل «آرزو برای خود قدیمی، دلتنگی او» و «مالیخولیا در مورد گذشت زمان» و همچنین مضامین مادری و پشیمانی وجود دارد. بر خلاف آثار قبلی آدل، تولید ۲۵ مورد شامل استفاده از عناصر الکترونیکی و الگوهای ریتمیک خلاقانه، با عناصر ار اند بی دهه ۱۹۸۰ بود. مانند هنگام ضبط ۲۱، آدل با تهیه‌کننده و ترانه‌سرا پاول اپورث و رایان تدر همراه با همکاری‌های جدید با مکس مارتین و شلبک، گرگ کرستین، ساموئل دیکسون و توبیاس جسو جونیور همکاری کرد.
۲۵ از منتقدان موسیقی به‌طور کلی نظرات مثبتی دریافت کردند، آنها از تولید آن و عملکرد آوازی ادل تمجید کردند، اگرچه برخی از آنها از ماهیت آن و عدم ریسک ادل انتقاد داشتند. این آلبوم موفقیت عظیم تجاری بود و در ۳۲ کشور در رتبه یک قرار گرفت و رکورد فروش هفته اول را در چندین کشور از جمله انگلستان و ایالات متحده شکست. در ایالات متحده، آلبوم در هفته اول فروش خود بیش از ۳٫۳۸ میلیون نسخه فروش کرد.
۲۵ سرانجام با فروش ۱۷٫۴ میلیون نسخه در سال، پرفروش‌ترین آلبوم سال ۲۰۱۵ جهان شد و با فروش بیش از ۲۳ میلیون نسخه در سراسر جهان، این چهارمین آلبوم پرفروش بیست و یکم است. قرن، دومین آلبوم پرفروش دهه ۲۰۱۰ (پشت سر ۲۱) و یکی از پرفروش‌ترین آلبوم‌های تاریخ. پس از ۲۱، توسط انجمن صنعت ضبط آمریکا گواهینامه الماس را دریافت کرد و باعث شد ادل تنها هنرمند دهه ۲۰۱۰ باشد که با دو آلبوم به این گواهینامه دست یافت.

## تک‌آهنگ‌ها
نخستین تک‌آهنگ آلبوم سلام نام داشت که در ۲۳ اکتبر ۲۰۱۵ منتشر شد. این تک نک آهنگ پس از انتشار در ۲۶ کشور اول شد و توانست در هفته اول بیش از ۱ میلیون نسخه به فروش رود. سلام همچنین به چهارمین تک‌آهنگ ادل تبدیل شد که توانست در آمار آمریکا رتبه اول را به دست آورد. همچنین این ترانه با بیش از ۱٬۵ میلیارد بازدید، پنجمین ویدئو بازدید شده در یوتیوب نیز می‌باشد.
دومین و سومین تک‌آهنگ‌های این آلبوم به ترتیب وقتی جوان بودیم و عشقم را (به معشوق جدیدت) بفرست بودند که در سال ۲۰۱۶ منتشر شدند. آخرین تک‌آهنگ این آلبوم آب زیر پل می‌باشد

## فهرست آهنگ‌ها
| نسخه استاندارد | نسخه استاندارد                   | نسخه استاندارد                                    | نسخه استاندارد | نسخه استاندارد |
| شماره          | نام                              | نویسنده(ها)                                       | Producer(s)    | مدت            |
| -------------- | -------------------------------- | ------------------------------------------------- | -------------- | -------------- |
| ۱.             | «سلام»                           | ادل ادکینز گرگ کورستین                            | کورستین        | ۴:۵۵           |
| ۲.             | «عشقم را (به معشوق جدیدت) بفرست» | ادکینز مکس مارتین شلبک                            | مارتین شلبک    | ۳:۴۳           |
| ۳.             | «دلم برایت تنگ شده‌است»           | ادکینز پاول اپورث                                 | اپورث          | ۵:۴۹           |
| ۴.             | «وقتی جوان بودیم»                | ادکینز توبیاس جسو جی آر                           | آریل رچتشاید   | ۴:۵۱           |
| ۵.             | «درمان»                          | ادکینز رایان تدر                                  | تدر            | ۴:۰۵           |
| ۶.             | «آب زیر پل»                      | ادکینز کورستن                                     | کورستن         | ۴:۰۰           |
| ۷.             | «رودخانه لی»                     | ادکینز برایان برتون                               | دنجر ماوس      | ۳:۴۵           |
| ۸.             | «عشق در تاریکی»                  | ادکینز ساموئل دیکسون                              | دیکسون         | ۴:۴۶           |
| ۹.             | «میلیون‌ها سال پیش»               | ادکینز کورستین                                    | کورستین        | ۳:۴۷           |
| ۱۰.            | «تمام آنچه که من پرسیدم»         | ادکینز برونو مارس فیلیپ لارنس کریستوفر بادی براون | اسمیزینگتون‌ها  | ۴:۳۲           |
| ۱۱.            | «greatest وفادار»                | ادکینز اپورث                                      | اپورث          | ۴:۱۲           |
| مجموع مدت:     | مجموع مدت:                       | مجموع مدت:                                        | مجموع مدت:     | ۴۸:۲۵          |

| آهنگ‌های حق امتیاز تارگت و ژاپن | آهنگ‌های حق امتیاز تارگت و ژاپن | آهنگ‌های حق امتیاز تارگت و ژاپن | آهنگ‌های حق امتیاز تارگت و ژاپن | آهنگ‌های حق امتیاز تارگت و ژاپن |
| شماره                          | نام                            | نویسنده(ها)                    | Producer(s)                    | مدت                            |
| ------------------------------ | ------------------------------ | ------------------------------ | ------------------------------ | ------------------------------ |
| ۱۲.                            | «نمی‌گذارم که بروی»             | ادکینز لیندا پری               | پری                            | ۳:۱۸                           |
| ۱۳.                            | «مرا دفن کن»                   | ادکینز جسو جی آر               | مارک رانسون لیل سیلوا          | ۴:۳۰                           |
| ۱۴.                            | «چزا من را دوست داری؟»         | ادکینز ریک ناولز               | رچتشاید                        | ۳:۵۹                           |
| مجموع مدت:                     | مجموع مدت:                     | مجموع مدت:                     | مجموع مدت:                     | ۶۰:۱۲                          |